# 隠岐の海歩
隠岐の海 歩（おきのうみ あゆみ、1985年7月29日 - ）は、島根県隠岐郡隠岐の島町出身で八角部屋所属の元大相撲力士。身長191cm、体重167kg、血液型はO型。島根県立隠岐水産高等学校出身。本名は福岡 歩（ふくおか あゆみ）。愛称はあゆみ。最高位は、西関脇（2015年3月場所・2016年11月場所）。現在は年寄・君ヶ濱。

## 来歴

### 入門まで
島根県隠岐郡西郷町（現：隠岐の島町）で生まれる。出身の隠岐島には、神社の改修などの慶事があれば夕方から翌日の昼まで相撲を取り続ける「古典相撲」の風習があり、本人もそれに親しみ4歳から廻しをつけていた。本格的に相撲を始めたのは西郷小学校4年生からで、兄や周囲の友達が始めた影響で中学3年まで近くの相撲クラブに通った。地域の相撲クラブに通って稽古で鍛えた結果、全国大会にも小学校4年生から小学校6年生まで出場するなど結果を残した。しかし相撲にそれほど興味もなく「正直、行くのが嫌で嫌で仕方なかった」そうだったが、稽古が終わった後に一緒に食べる食事などが楽しかったと後に当時を語っている。
西郷中学校でも相撲を続け、3年生の時には全国中学校体育大会に出場した。進学した隠岐水産高校では3年連続でインターハイにも出場し、ベスト32の実績を持っている。しかし、後に同期生となる豪栄道（埼玉栄）と栃煌山（高知・明徳義塾）が高校横綱を始めとして数々のタイトルを手にしたことに比べて実績に劣っていたことから力士になりたいという憧れはなく、代わりに船を操舵する航海士を目指し、実習船に乗りハワイへ航海に出た。同じく高校在学中に3級海技士の筆記試験に合格、同校卒業後は2年間の専攻コースに進学し再び実習船に乗り、3ヶ月ほど航海をしたが集団生活になじめなかったことで今後航海士としてやっていけるか心配になり、同年11月に高校の専攻コースを中退した。
将来に漠然とした不安を感じていたとき、高校相撲部の顧問から電話がかかってきた。八角親方（元横綱・北勝海）とその知人が高校相撲部の後輩の竹谷（現・世話人隠岐の富士）をスカウトしに島を訪れるので、食事会に一緒に来ないかという。「旅行感覚だった」という八角に「軽い気持ちで」参加した隠岐の海であったが、親方の知人に熱心に勧誘され「ここで終わる人間じゃない。やっぱり夢を見たい」とその気になった。父も後押ししてくれたことで1週間で八角部屋への入門を決断し、新弟子検査の2日前に上京した。ちなみに八角親方の現役時代は全く知らず、師匠に出会っていなければ力士になっていなかったという。2005年1月場所に初土俵を踏んだ同期には、豪栄道、豊響、栃煌山、同部屋の朱雀らがいる。後年になる2019年10月26日の秋巡業広島場所で、角界入りした理由について4人の小学生男女から聞かれた際に「体が大きかったから」とユーモアめかして答えていた。一説によると「でも俺は高専（正確には水産高校の専攻科）も中退しちゃったんですよ?」と勧誘に尻込んでいたところ八角が「君のような軟弱者こそ相撲部屋に入りたまえ」と口説いたのが決め手となったという。

### 新十両へ
2008年11月場所で、西幕下筆頭で十両昇進の目安である5勝を挙げるも十両下位に大きく負け越した力士が少なく、十両昇進は見送られた。幕下筆頭で5勝を挙げながら十両昇進を見送られたのは1966年9月場所の代官山（東幕下筆頭）以来42年ぶり。
2009年1月場所では、東幕下筆頭で登場し、7戦全勝で幕下優勝を果たし、場所後の番付編成会議において十両昇進が決定。同時に、四股名を本名の「福岡」から「隠岐の海」と改めた。島根県出身の関取は、忍の山（春日野部屋、1976年11月場所十両最終在位）以来33年ぶり、戦後6人目。また隠岐島出身の新十両は1958年9月場所の隠岐ノ島（時津風部屋、1960年3月場所まで十両に在位）以来、51年ぶり2人目。2009年3月2日に発表された3月場所番付で東十両7枚目と発表された。新十両が7枚目となるのは、2001年1月場所の朝青龍以来の高番付である。
新十両で迎えた3月場所は初日に清瀬海の変化で敗れた時に右肩を負傷、これが大きく響き、4勝11敗という十両デビューとなった。翌5月場所も5勝10敗に終わり、十両2場所で一度も勝ち越すことなく幕下へ陥落となった。幕下陥落にあたり、再び四股名を本名の「福岡」に戻した。その7月場所は4勝3敗と勝ち越し、1場所で十両復帰を決め、四股名を再び「隠岐の海」に戻した。十両復帰の9月場所は、12日目に十文字を寄り切りで破り、十両初の勝ち越しを決め、最終的に優勝次点となる10勝5敗の好成績を収めた。

### 新入幕へ
2010年3月場所の番付編成会議で東前頭12枚目と発表され、新入幕が決まった。島根県出身の関取では、1922年春場所（当時1月場所）で新入幕を果たした若常陸、太刀ノ海以来88年ぶり。また隠岐の島出身力士としては初めての幕内力士の誕生である。その3月場所の初日、新入幕となってから初めて幕内の土俵に立ち、時天空との初顔合わせでは、肩透かしで敗れた。3日目、玉乃島に寄り切りで勝ち、入幕後初白星を飾った。中盤まで負けが先行していたが終盤3連勝し、千秋楽で8勝7敗と勝ち越しを決めた。
2010年6月23日、大相撲野球賭博問題で日本相撲協会の調査に自己申告した力士29人の中に、隠岐の海も含まれていると報じられた。6月28日に開かれた日本相撲協会の臨時理事会で野球賭博に関与した隠岐の海らを謹慎処分にすることを決めた。この問題の際に「コメントは広報・マネージャーに任せている」と付け人など部屋関係者に対応を丸投げしたため、一部で批判の声が上がった。

### 幕内定着へ
2011年1月場所は、5日目から9連勝と好調で13日目まで優勝争いに加わり、11勝4敗の好成績で敢闘賞を初受賞した。5月技量審査場所は、大関・魁皇（現・浅香山親方）との初顔の一番で勝利している（魁皇は翌場所引退したため土俵上ではこの1戦のみ。翌場所も割が組まれたが不戦勝）。9月場所は、西前頭筆頭で8勝7敗と勝ち越し、三役昇進の可能性もあったが番付編成会議で東前頭筆頭と発表され、昇進はならなかった。
2012年5月場所は、千秋楽まで10勝4敗と好成績であり、横綱・白鵬ら5人と優勝を争っていた。千秋楽に敗れて10勝5敗に終わり優勝を逃した。9月場所は、自身最速となる9日目で勝ち越しを決め、最終的に11勝4敗の好成績を挙げた。11月場所は、2日目に新横綱の日馬富士から自身初の金星を獲得し、同時に幕内100勝を達成した。しかし8日目の豪栄道戦で負傷し、10日目から左第三趾骨折により休場することとなった。休場は2010年7月場所以来2度目で、負傷による休場は初めて。
2013年3月場所は、12日目まで2敗で全勝の白鵬を追っていたが13日目に敗れ、優勝争いから脱落（白鵬は優勝を決めた）。しかし、千秋楽の妙義龍戦に勝ち、11勝4敗の好成績で2回目の敢闘賞を受賞した。

### 新三役場所以降
2013年5月場所で新三役（西小結）に昇進した。島根県からの新三役は、1892年6月場所の谷ノ音以来、約121年ぶりのことである。重症の痛風（詳細は後述）を治療する中で迎えたこの場所
7日目に琴欧洲から三役で初白星を挙げたが、4勝11敗と大きく負け越した。9月場所は、7勝7敗で千秋楽を迎えたが対戦相手の安美錦が休場で不戦勝となり、8勝7敗と勝ち越しを決めた。場所後の10月16日には年寄名跡『君ヶ濱』を前君ケ浜親方（元関脇・北瀬海）から取得した。11月場所は、2013年5月場所以来3場所ぶりに三役復帰（西小結）した。その場所は7勝8敗と負け越した。
2014年7月場所は、13日目に左脚を痛め、14日目から左膝屈筋腱損傷により休場することとなった。休場は、2011年11月場所以来3度目。最終的に6勝8敗1休の成績で終えた。9月場所は、2日目から6連勝するなど星を伸ばし、10日目に1年ぶりの勝ち越しを決め、12日目には2013年3月場所以来の二桁10勝目を上げた。
2015年3月場所には、新関脇に昇進。島根県からの新関脇は、1894年5月場所の谷ノ音以来121年ぶりのことである。この場所は、初日から3連敗。4日目の朝の稽古で左脚を痛め、同日から左腓腹筋内側頭損傷、筋肉内血腫により休場することとなった。休場は、2014年7月場所以来4度目。新関脇の白星なしは15日制においては1971年1月場所の福の花以来2例目。7月場所は、序盤から好調をキープし、2013年3月場所以来となる11勝を挙げた。9月場所は、初日に白鵬に初めて勝利。7日目に豪栄道、9日目に稀勢の里の両大関を破ったが、最終的に6勝9敗と負け越した。11月場所では、場所前に痔の悪化で休場するかと囁かれていただけに、初日から8連敗のあと5連勝したが最終的に5勝10敗の成績で終えた。
2016年3月場所は、7敗目を喫してから6連勝で勝ち越しを決めた。11日目には通算400勝を達成した。返り三役で西小結として迎えた5月場所は、7日目までに6敗を喫し、9日目に横綱・日馬富士を破るなど見せ場は作ったが、最終的には6勝9敗で三役陥落となった。7月場所は、1横綱1大関を破るなど健闘し、千秋楽に勝ち越しを決めた。9月場所は、初日から2横綱2大関を破り4連勝。平幕力士が初日から大関以上に4連勝するのは昭和以降初めて。2日連続の金星獲得は、2015年9月場所の嘉風以来、戦後18人目。4日目の照ノ富士戦で決めた逆とったりは、2010年11月場所11日目に魁皇（現・浅香山親方）が日馬富士に決めて以来6年ぶりの決まり手だった。5日目も勝ち、6日目に琴奨菊を破り、6連勝としたが、7日目から13日目まで1勝6敗と乱調、14日目に今場所2度目の逆とったりで白星を挙げ、勝ち越しを決めた。1場所に2度逆とったりで勝利したのは幕内では初となる。2横綱を破ったことが評価され、自身初となる殊勲賞を獲得。本人は、「横綱を倒して勝ち越さないといけない。なかなかできないことだから、うれしい」とコメントを残し、翌11月場所に関脇に復帰することに関して「しっかりやることをやらないと。心の稽古も大事です」と話した。しかし9月場所中(7日目)に痔の切開手術、場所後に根治手術種をうけ、10月の秋巡業を全休。11月場所前になっても傷口がふさがらず、休場も考慮する事態となった。2015年3月場所以来の関脇復帰となった11月場所は序盤から黒星が先行、中日に綱取りを狙う豪栄道に勝利したが、最終的に5勝10敗の成績に終わった。2016年3月場所は8日目の時点で3敗と優勝争いに参加していたが、9日目に4敗目を喫して優勝争いから脱落。それでも残りは11日目以外を勝って10勝5敗。
2017年8月1日の夏巡業豊田場所の時点では下半身の怪我の状態が回復に向かっているため夏巡業の稽古土俵に連日上がり続けており、この日は錦木、正代、豪風と申し合いを行って2勝2敗であった。9月場所は10日目までで4勝6敗であったが、11日目から残りを4勝1敗として8勝7敗の勝ち越し。この場所の千秋楽の日に八角に「お前、下（十両）で取りたいか」と聞かれ、その言葉で引退という現実が突然、目の前に迫ってきた。「落ちたら次はないと思った。焦りが、やっと出た」と「稽古をしない」などと言われてばかりの隠岐の海は本気になった。秋巡業では「お願いします。ジムに連れて行ってください」と、トレーニング理論をよく知る豪風に頭を下げ、巡業地に着くと真っ先に飲み屋に向いた足をジムへと変えて、3日に1度は通った。そのジム通いは福岡入り後も続けていた。ベンチプレスは当初から70㎏もアップした。10月6日の秋巡業横浜場所では6番申し合いを行い、4勝2敗。11月場所は改心して稽古に励んだ甲斐あって10日目に勝ち越し。勝ち越しを決めたのは通算900回出場の取組であった。最終的に11勝を挙げて敢闘賞を受賞。自身が幕内で11勝を挙げたのは2015年7月場所以来。
2018年1月場所は11日目に負け越しを確定させるなど不調であり、12日目から残りを2勝2敗としたものの5勝10敗の大敗に終わった。この場所千秋楽は既に負け越していた身であったが、これより三役に登場。場所後の2月3日は、日程が重なったため例年中尊寺で行っていた節分会を欠席。代役として弟弟子の北勝富士が参加した。3月場所は3日目から5連勝して中日まで5勝3敗と白星先行であったが、14日目までは10日目の嘉風戦以外すべて黒星で大きく失速、千秋楽の碧山戦を勝つも7勝8敗の負け越し。9月場所は一進一退の星取りに終始し、場所中「みんなも病んでいるんじゃないですか。稽古場通りのことができなくて」と暗いコメントを行っていたが、14日目に勝ち越しを確定させた。千秋楽は黒星でこの場所は8勝7敗。11月場所は11日目に勝ち越しを決めるなど好調で、場所を11勝4敗で終えて自身1年ぶりの2桁白星。2018年は2017年に続いて年6場所幕内に在位した力士の中で最も番付が上下した力士となった。
2019年初場所は西前頭4枚目で迎えた。この場所は9日目に大関・豪栄道を押し倒して尻餅をつかせるなど6勝3敗とここまでは好調だったが、そこから5連敗で14日目、関脇・貴景勝に電車道で持っていかれて負け越しが決定した。千秋楽は小結・妙義龍との熱戦を制して連敗を5で止め、7勝8敗で終えた。東前頭6枚目に番付を下げた春場所は、5日目までは1勝4敗と不振だったが、6日目に大の苦手にしている宝富士を上手投げでねじ伏せると、そこから4連勝で5勝4敗と白星が先行。その後も大崩れせず12日目に7勝目を挙げて勝ち越しにリーチをかけたが、給金相撲の13日目はここまで2勝10敗と絶不調の正代にもろ差しを許して一気に寄り切られ、さらに14日目も妙義龍の首投げに裏返しになってしまった。7勝7敗で迎えた千秋楽はここまで10勝を挙げている嘉風を一気に押し出し、何とか勝ち越しを決めた。東前頭4枚目の夏場所は初日から4連敗を喫するなど場所を通して波に乗れず、千秋楽に琴奨菊に敗れて5勝10敗。西前頭8枚目に番付を落とした名古屋場所は、4日目までは1勝3敗と不調だったが、翌日から3連勝。その後は3連敗もあったが、7勝7敗で迎えた千秋楽、同じく7勝7敗だった輝を両上手を取って寄り切り、勝ち越しを決めた。2019年9月場所は初の初日からの8連勝で中日勝ち越しを決めるなど千秋楽まで優勝争いに加わり、11勝4敗の優勝次点で自身11場所ぶり4度目となる敢闘賞を受賞。なお、14日目の遠藤戦では投げの打ち合いになる前に遠藤が土俵から足を出していたため白星となったが、際どい勝負にもかかわらず物言いがつかずに行司軍配で勝負が決したため場内には遠藤の敗戦を理解できない雰囲気が漂った。西前頭筆頭と大きく番付を戻した11月場所は、2日目に大関・豪栄道から不戦勝を手にする幸運があったものの、結局は6勝9敗と負け越し、三役復帰はお預けとなった。この場所4日目の横綱・白鵬戦はもろ差しになって寄り詰めたが、土俵際で白鵬の上手投げに裏返しになって惜しくも金星獲得を逃した。
2020年1月場所、3月場所ともに千秋楽に勝ち越し。24場所ぶりの返り三役・西小結で迎えた7月場所（5月場所は中止）は9勝6敗で終え、三役として初めての勝ち越しとなったが、この場所をもう1勝していれば、15日制が定着した1949年夏場所以降で初となる関脇・小結全員2桁勝利の珍事であった（両関脇の正代と御嶽海、東小結の大栄翔は、3人とも11勝を挙げている）。
2023年1月場所は前頭12枚目で臨んだが初日から5連敗し、6日目の13日から休場。14日、日本相撲協会に引退届を提出し受理され、年寄「君ヶ濱」襲名が発表された。引退後は八角部屋の部屋付き親方として、後進の指導に当たる。初土俵から18年107場所に出場した。同日の引退記者会見では「気持ちは楽になりました。ここ何年も自分の相撲、思い切った相撲が取れなかった。若い、上がってきた力士と相撲を取ると、ごまかしもきかない。気持ちで何とかカバーしてきたけど、最終的には自分の気持ちが切れました」と引退の理由を挙げた。引退は「（1月場所の）3日目、4日目ぐらい」に決断し、師匠に報告し了承されたという。思い出の一番には2015年9月場所初日の白鵬を破った一番を挙げた。
引退相撲および断髪式は同年9月30日に国技館で実施され、最後の取組は弟弟子である隠岐の富士を相手に古典相撲の形式で行われた。地元隠岐の島から招かれた後援会関係者などから大量の塩を浴び真っ白になりながら二番の相撲を取り、最後はお互いの廻しを掴んで持ち上げあって健闘を称え、土俵を後にした。続いて行われた断髪式では300人がハサミを入れ、八角親方による止めバサミをもって力士生活に別れを告げた。この引退相撲の際に「隠岐の島から力士を見つけたい。（内弟子の）第1号は隠岐の島からと決めてますから」と内弟子勧誘活動に意欲を示した。

## 合い口
引退時点。
（以下、最高位が横綱・大関の現役力士）
- 横綱・豊昇龍には2勝1敗。いずれも豊昇龍の大関昇進前の対戦である。
- 大関・琴櫻には1勝2敗。いずれも琴櫻の大関昇進前の対戦である。
- 元大関・髙安には5勝16敗。髙安の大関在位中は4敗。
- 元大関・朝乃山には1勝11敗。朝乃山の大関在位中は3敗。
- 元大関・正代には7勝6敗。正代の大関在位中は2勝2敗。
- 元大関・御嶽海には5勝7敗。いずれも御嶽海の大関昇進前の対戦である。
- 元大関・霧島には4勝6敗。いずれも霧島の大関昇進前の対戦である。

（以下、最高位が横綱・大関の引退力士）
- 元横綱・白鵬には1勝24敗。13回目の対戦となった2015年9月場所で唯一の白星を挙げた。
- 元横綱・日馬富士には6勝14敗。日馬富士の大関在位中は2勝5敗、横綱昇進後は4勝9敗。
- 元横綱・鶴竜には6勝16敗（うち不戦勝1）。鶴竜の大関在位中は3勝5敗、横綱昇進後は2勝9敗(不戦勝1を含む)。
- 元横綱・稀勢の里には3勝18敗。稀勢の里の大関在位中は3勝12敗、横綱昇進後は1敗。
- 元横綱・照ノ富士には3勝15敗。照ノ富士の第1期大関在位中は3勝6敗、大関復帰後は1敗、横綱昇進後は2敗。
- 元大関・魁皇には2勝（うち不戦勝1）。初対戦の2011年5月技量審査場所で寄り切りで勝利した。2度目の対戦になる予定だった2011年7月場所の取組は、魁皇の引退に伴い不戦勝となった。
- 元大関・雅山とは、雅山の大関陥落後に対戦して2勝2敗。
- 元大関・把瑠都には1勝5敗。2013年5月場所5日目に負けた取組は、把瑠都にとっては現役最後の白星となった。把瑠都の大関在位中は1勝4敗。
- 元大関・琴欧洲には7勝3敗。琴欧洲の大関在位中は6勝2敗。
- 元大関・琴奨菊には10勝16敗。琴奨菊の大関在位中は6勝10敗。
- 元大関・豪栄道には8勝19敗（うち不戦勝1）。豪栄道の大関昇進後は5勝10敗（うち不戦勝1）。
- 元大関・栃ノ心には11勝12敗。栃ノ心の大関在位中は対戦なし。
- 元大関・貴景勝には4勝10敗（うち不戦勝1）。貴景勝の大関昇進後は3勝6敗（うち不戦勝1）。

### 幕内対戦成績
| 力士名   | 勝数 | 負数  | 力士名   | 勝数 | 負数 | 力士名   | 勝数 | 負数  | 力士名     | 勝数 | 負数 |
| -------- | ---- | ----- | -------- | ---- | ---- | -------- | ---- | ----- | ---------- | ---- | ---- |
| 碧山     | 19   | 14    | 明瀬山   | 1    | 0    | 天空海   | 2    | 0     | 朝赤龍     | 2    | 0    |
| 朝乃山   | 1    | 11    | 旭日松   | 1    | 1    | 東龍     | 2    | 1     | 熱海富士   | 0    | 1    |
| 阿炎     | 5    | 3     | 安美錦   | 8(1) | 7    | 阿夢露   | 3    | 0     | 荒鷲       | 3    | 4    |
| 阿覧     | 4    | 3     | 勢       | 5    | 5    | 石浦     | 7    | 2     | 逸ノ城     | 2    | 8    |
| 一山本   | 1    | 3     | 宇良     | 1    | 3    | 遠藤     | 10   | 13    | 炎鵬       | 2    | 1    |
| 阿武咲   | 8    | 8     | 王鵬     | 0    | 1    | 大砂嵐   | 3(1) | 2     | 魁皇       | 2(1) | 0    |
| 魁聖     | 8    | 9     | 臥牙丸   | 5    | 1    | 鏡桜     | 3    | 0     | 輝         | 7    | 8    |
| 垣添     | 1    | 0     | 鶴竜     | 6(1) | 16   | 春日王   | 1    | 1     | 稀勢の里   | 3    | 18   |
| 北太樹   | 9    | 3     | 木村山   | 1    | 1    | 旭秀鵬   | 5    | 2     | 旭大星     | 0    | 1    |
| 旭天鵬   | 6    | 8     | 霧馬山   | 4    | 6    | 豪栄道   | 8(1) | 19    | 荒篤山     | 1    | 0    |
| 光龍     | 3    | 0     | 黒海     | 1    | 0    | 琴恵光   | 5    | 5     | 琴欧洲     | 7    | 3    |
| 琴春日   | 0    | 1     | 琴奨菊   | 10   | 16   | 琴勝峰   | 1    | 3     | 琴ノ若     | 1    | 2    |
| 琴勇輝   | 9    | 5     | 磋牙司   | 0    | 1    | 佐田の海 | 12   | 5     | 佐田の富士 | 4    | 1    |
| 志摩ノ海 | 3    | 6     | 霜鳳     | 1    | 1    | 常幸龍   | 2    | 1     | 正代       | 7    | 6    |
| 翔天狼   | 4    | 2     | 松鳳山   | 7    | 8    | 蒼国来   | 2    | 5     | 大奄美     | 4    | 0    |
| 大栄翔   | 11   | 11    | 大翔鵬   | 0    | 1    | 大翔丸   | 4    | 2     | 大道       | 2    | 0    |
| 貴景勝   | 4(1) | 10    | 貴源治   | 1    | 0    | 貴ノ岩   | 5    | 2     | 隆の勝     | 6    | 5    |
| 隆の山   | 1    | 0     | 高見盛   | 2    | 1    | 髙安     | 5    | 16    | 宝富士     | 11   | 19   |
| 豪風     | 12   | 8     | 玉乃島   | 2    | 0    | 玉鷲     | 12   | 14(1) | 千代鳳     | 2(1) | 1    |
| 千代翔馬 | 8(1) | 8     | 千代大龍 | 8    | 12   | 千代の国 | 6    | 6     | 千代丸     | 4    | 6(1) |
| 剣翔     | 2    | 1     | 照強     | 5    | 2    | 照ノ富士 | 3    | 15    | 天鎧鵬     | 1    | 0    |
| 時天空   | 4    | 4     | 德勝龍   | 6    | 3    | 德瀬川   | 1    | 1     | 土佐豊     | 0    | 2    |
| 栃煌山   | 14   | 12(1) | 栃ノ心   | 11   | 12   | 栃乃洋   | 3    | 0     | 栃乃若     | 4    | 4    |
| 翔猿     | 2    | 5     | 友風     | 0    | 1    | 豊ノ島   | 7    | 9(1)  | 豊響       | 8    | 6    |
| 錦木     | 2    | 4     | 錦富士   | 0    | 1    | 白鵬     | 1    | 24    | 把瑠都     | 1    | 5    |
| 日馬富士 | 6    | 14    | 英乃海   | 1    | 0    | 平戸海   | 0    | 1     | 富士東     | 2    | 1    |
| 武州山   | 2    | 0     | 豊昇龍   | 2    | 1    | 寶智山   | 1    | 0     | 豊真将     | 1    | 3    |
| 誉富士   | 1    | 1     | 舛ノ山   | 2    | 0    | 御嶽海   | 5    | 7     | 水戸龍     | 0    | 1(1) |
| 翠富士   | 1    | 1     | 雅山     | 2    | 2    | 妙義龍   | 16   | 16    | 明生       | 10   | 2    |
| 猛虎浪   | 1    | 2     | 豊山     | 7    | 1    | 嘉風     | 14   | 6     | 竜電       | 6    | 4    |
| 若荒雄   | 2    | 4     | 若隆景   | 0    | 4    | 若の里   | 6    | 2     | 若元春     | 0    | 3    |

（カッコ内は勝数、負数の中に占める不戦勝、不戦敗の数。）

## 取り口
長身に胴長短足、深い懐を活かした四つ相撲が持ち味。2013年12月の報道では相撲が遅いことを指摘されており、これに関して本人は「昔は結構、土俵際での逆転負けが多かったんです。早く勝負を仕掛けて負ける。それがあったから、しっかり組んで慌てずにゆっくりゆっくり、というイメージでは確かにやってますね」とコメント。後述の通りお世辞にも稽古熱心とは言い難いが、体の柔らかさもあって隠岐の海の四つ相撲は幕内上位に通用する。かつては良くも悪くも右四つ一辺倒であり、2016年11月場所前の座談会では中立から「技術的には左四つに組んでからの攻めはないし、二本差しもそんなにうまい感じはしない」と評されており、これに対して同じ座談会に出席していた鳴戸は「浅いですよね。だから外から上手を取られてしまう」と評されていた。中立はまた「左四つになったら安心するのか、そのまま構えてしまうことが多い」と批判しており、西岩も「確かに自分から引き付けて寄っていったりとか、前に攻めながら投げを打つとことがないですね」と返していた。それでも鳴戸は「ただ、相手が上手を引いたら体をそっちに寄せるのは上手いですね」とフォローしていた。2017年1月場所前にお笑い芸人達が集まって行われた座談会では「この人は土俵際だね。逆転があるから最後まで目が離せない」とはなわが評している。一方で右でかちあげてから左を差す相撲があるとする2016年の文献もあり、その文献では「前君ヶ濱親方（元関脇・北瀬海）から『もっと気楽にいけ』と言われた。どっちみち今の相撲では横綱、大関には勝てないんだから、左からいって左を差すという一つの型を勉強するのもいいかなと」という本人の発言がある。
現役終盤は左四つ得意の力士として認識されており、2021年時点では芝田山からも「隠岐の海は左四つになると強い」と評されている。大師匠にあたる北の富士勝昭も、同年九州場所5日目に左四つ右上手から大関・正代を寄り切った一番を評して、「隠岐の海は鋭い立ち合いで右上手を引き、左も差して得意の左四つに組み止めた。これは願ってもない体勢である」と述べている。
元々張りの欠ける体つきをしているが、本人は「体つきも幼少期のぜいたくでこうなっただけで、稽古してないからじゃない。体質ってあると思うし、輝だってあんなにけいこをしていてもあれだから。逆にみんなの体が張りすぎなんですよ」と話している。合い口を見ると、関脇以下でもかつては喧嘩四つだった宝富士に弱く、大関昇進以前から高安にも不利である。怪力の相四つ力士でも碧山のように腰が軽く土俵際が脆い力士には強いが、そうではない栃ノ心にはやや分が悪い。大関以上に対しても相四つには比較的強い。2018年1月場所では6日目の支度部屋で「立ち合いは力が入り過ぎて、相手にうまく伝わらない。マッチしていない」などと千代翔馬戦の反省を述べており、立合いの感覚の狂いを自覚しているとも取れるコメントを残している。調子の良い場所だと相手の勢いのある突き押しを耐えて組み止めることができ、2018年11月場所13日目の松鳳山戦はその好例である。
投げの頻度は相当のものであり、2018年は44勝中13勝が投げでの白星で白鵬と並んで最多。2020年9月場所の隠岐の海は相手に「廻しを取られたら勝てない」と思わせる程四つに長けており、この場所7日目の正代戦で相手に攻め急がせて自滅を誘ったのはそれを如実に示した好例である。2021年11月場所5日目の正代戦では師匠の八角に「相撲が（大関と）反対だったよ」と絶賛されるほどの立合い、圧力を誇る相撲を取った。
2021年9月場所後、15代武蔵川は相手に合わせて取れることが仇となって、36歳になるこの年まで自分の型を持たないなまくら四つの取り手に甘んじていると指摘している。

## 人物

### 評価
- 2009年の大相撲界を総括するNHK総合『大相撲・とことん言います!2009』の番組で、パネラーのデーモン閣下から期待の若手力士として挙げられた。端正な顔立ちから一部からは「イケメン力士」と言われている[55]。また、NHK専属相撲解説者の北の富士勝昭や舞の海秀平も期待の若手力士として挙げ「顔つきに色気がある」「華がある」などと評価している。

### 稽古嫌い
- 筋金入りの稽古嫌いであり、解説者の北の富士勝昭は、「師匠が行ってきた稽古の3分の1で横綱になれる大器」などと話しており[56]、「いろんな弟子を見たけど、あんな稽古をやらない奴は見たことない」と嘆いたこともある[57]。2016年の文献では「大関なんか、やる気になったら1年ですよ」「あれを大関にできなかったら、八角親方、あんたの責任だよって、僕は言ってるんです」と改めてその才能を評価していた[58]。
  - 新三役会見の席では師匠や記者の前で稽古嫌いを自認しており、本人曰く「稽古、大っ嫌いですもん。実りのある稽古ならいいけど、やらされているような稽古はやりたくない。」とのことである[59]。ある時本人は「強くなったら、何かいいことありますかねえ」と言い放ったこともある[57]。真面目に稽古することもたまにあったが、少し激しい稽古をするとすぐ故障するため、北の富士に「長距離トラックの運転手みたいだ。1日走っちゃ休み、1日走っちゃ……」と揶揄された[58]。魁皇は現役時代、隠岐の海の姿勢を見かねて無理にでも巡業の土俵で指名して稽古付けていた。
    - ところが2015年3月場所に隠岐の海が新関脇となった際に八角は「よく稽古が足りないと言われるが、努力したからこそ、今の番付があると思う。私に比べてしていないというだけで、言い過ぎた部分もある。稽古は休まないですし。私にとっては不十分だが…」と、物足りなさを指摘しつつも、ほめていた[60]。2016年3月場所前の座談会では振分が「出稽古で見ているんですけど、なんか普通すぎるんですよ。普通というのは飄々としているというか、マイペースなんですよね。誰かが出稽古に来ても稽古を休むことがある」と話しており、同時に「若い衆にはよく胸を出すんだけど、だから自分にガツガツしたところがない」と証言している[61]。正代が大関昇進を果たした頃には「正代ができるなら俺も」と刺激を受けて意欲を燃やして稽古に励むようになったといい、北の富士は「私はこの言葉を10年前に聞きたかった。いや、5年前でも間に合ったかもしれない」と語っていた[62]。
    - 2021年11月場所中、師匠の八角は「よく稽古というか四股を踏んでいる。努力しているよ。北の若よりやっているんじゃないか。稽古場には必ず下りてくる。番数はそれほどでもないけど」と日頃の様子を明かしており、稽古嫌いの印象は後退している[53]。現役終盤は寧ろ「稽古不足」と評されがちな部屋の弟弟子の北の若に胸を出して稽古をつけていたため、隠岐の海の引退により北の若に胸を出す力士がいなくなったと北の富士は危惧するところを語っていた[63]。

### その他
- 前述の通り稽古嫌いである一方、高校時代は航海士を目指し10種の資格を取得した努力家という一面もある。同部屋の兄弟子である大岩戸とは同じ水産高校出身者として、船を操縦する免許や資格の話で盛り上がったこともある[64]。

## エピソード

### 大相撲の記録
- 幕内で14場所、千秋楽を7勝7敗で迎えており、そのうち12場所で勝ち越している。2013年9月場所は、不戦勝で勝ち越しを決めている。
- 綱取りキラー。綱取りがかかった力士に5度勝っている。始まりは2011年9月場所、日馬富士の綱取り場所（日馬富士は綱取りに失敗、のちに横綱昇進）。2度目は2014年3月場所、鶴竜の綱取り場所（鶴竜は場所後に横綱昇進）。3度目は2016年3月場所、琴奨菊の綱取り場所（琴奨菊は綱取りに失敗）。4度目は2016年9月場所、稀勢の里の綱取り場所（稀勢の里は綱取りに失敗、のちに横綱昇進）。5度目は2016年11月場所、豪栄道の綱取り場所（豪栄道は綱取りに失敗）。

### その他相撲関連
- 四股名「隠岐の海」に関しては「隠岐の島代表みたいで何か責任重いなぁ」と最初は名乗るのに乗り気でなかったと伝わる。
- 関取昇進以降、青系の締め込みで本場所の土俵に上がることが多かったが、2012年7月場所では9日目から茶色の廻しで取組を行った。サガリがすべて切れてしまったためだという[65]。2016年からは深緑色の締め込みを着けている。
- 2016年9月場所初日の稀勢の里戦を控えている時にネットニュースに「（隠岐の海は稀勢の里の）カモ」と書かれているのを見た隠岐の海は奮起し、白星を挙げた[66]。
- 2017年11月場所前の記事では朝稽古の見学について「相撲界の不祥事で全く人が寄ってこなかった時期もあったので、お客さんの大切さは痛感しています。ただ団体見学などではマナーを理解していない人もいますし、最近増えた外国の方も騒がしかったり動き回ったりされると気になりますね。団体見学が部屋の収入に結びついている場合もあるのであまり強く言えない面もありますが」と話している[67]。
- 2018年7月場所には日本の闘牛の描かれた染め抜きで場所入りした[68]。
- 2020年東京オリンピックの招致ビデオ「Is Japan Cool? 2020 Tokyo」に出演している[69]。
- 2021年5月場所前の稽古後にマスコミ取材に応じ、同年3月場所の取組中の事故で入院中に死去した響龍について「何にも言えないですよね。お父さんお母さんのことを考えると言葉が出ない。自分たちができることは稽古でけがしないように一生懸命ふだんからやること。それしかないんじゃないですかね。つらいと思いますよ。対戦相手の子も。何もないと思ったって感じることがあるだろうし、自分らだってきついからですね」と話している。「首に電気が走って動けなくなる」こと自体は自身も経験し、紙一重のところをいっている自覚はもっており、師匠からも気を引き締めるよう訓示があったという[70]。

### 体作り
- 寿司好きであり、1週間連続で同じ店に通ったことがある。しかし寿司の食べ過ぎが原因となり一時期は尿酸値8.6を記録し、ビール1杯飲むと症状が忽ち現れるほどの痛風に襲われてしまった。2013年5月場所前には1日2回の痛み止めや尿酸値を抑える治療薬を服用し、寿司も絶つなど治療に努めた[9]。
- 以前は筋トレやプロテインと並行して増量を試みたが、効果が無かったので食事一本での増量に転換した。本人はこれについて、寿司を好きなだけ食べるのも増量法の一環であるという趣旨の主張をしている[71]。

### 家族・交友関係
- 母親は美容師[72]。
- 2014年10月28日に一般女性との婚約を発表し、29日に入籍した[73]。福岡市内の寺の娘であり、栄養士・調理師免許を持っているという[74]。結婚に関しては周囲に気を遣っていたようであり、師匠に伝えるのにもビクビクしていたという。それが相撲にも表れ、婚約が近付いた2014年7月場所などは東前頭13枚目で6勝9敗と大不振であった。しかし結婚のことで落ち着いた翌9月場所は西前頭15枚目で10勝5敗と復調した[49]。
  - 新婚の頃は雑誌『相撲』でものろけで話題となっていた[75]。
- 豪風と仲が良く、場所前にはずっと尾車部屋に出稽古に出掛け、巡業中にはほとんど豪風としか話さない。豪風にはトレーニング方法などを聞くという[76]。豪風と仲良くなったきっかけは若いころ部屋の兄弟子に連れていかれて飲みに行ったとき、たまたま店にいた豪風に「先輩、秋田じゃないですか。うちの親父も秋田なんで話してください」と泥酔した状態で携帯電話を渡して話してもらったことである[49]。豪風の方は隠岐の海の引退の際に「別にみなさんが思うほど仲良くないですよ」と気恥ずかしそうにしながら「トレーニングを見たいと言われて、一緒にしたこともありましたね。少しずつ力をつけていった姿を目の当たりにして、こうやって強くなるんだと意識する存在でしたね」と語っている[77]。

### 俳優歴
- 隠岐の島町を舞台にした2013年公開の映画『渾身 KON-SHIN』に、力士役で出演経験がある[78]。

## 主な成績
2023年1月場所終了現在

### 通算成績
- 通算成績：674勝675敗33休（107場所）
- 通算勝率：.500
- 幕内成績：517勝567敗33休（75場所）
- 幕内勝率：.477
- 三役成績：41勝68敗11休（8場所）
- 三役勝率：.376
  - 関脇成績：5勝14敗11休（2場所）
  - 関脇勝率：.263
  - 小結成績：36勝54敗（6場所）
  - 小結勝率：.400

### 各段優勝
- 幕下優勝：1回（2009年1月場所）

### 三賞・金星
- 三賞：5回
  - 殊勲賞：1回（2016年9月場所）
  - 敢闘賞：4回（2011年1月場所、2013年3月場所、2017年11月場所、2019年9月場所）
- 金星：4個（日馬富士3個、鶴竜1個）

### 場所別成績
| | 一月場所 初場所（東京） | 三月場所 春場所（大阪） | 五月場所 夏場所（東京） | 七月場所 名古屋場所（愛知）  | 九月場所 秋場所（東京） | 十一月場所 九州場所（福岡） |
| --- | ----------------------- | ----------------------- | ----------------------- | ---------------------------- | ----------------------- | --------------------------- |
| 2005年 （平成17年） | （前相撲）              | 西序ノ口33枚目 4–3      | 東序二段112枚目 6–1     | 東序二段30枚目 5–2           | 東三段目95枚目 4–3      | 西三段目77枚目 6–1          |
| 2006年 （平成18年） | 西三段目21枚目 5–2      | 東幕下58枚目 4–3        | 西幕下48枚目 5–2        | 東幕下29枚目 2–5             | 西幕下48枚目 5–2        | 西幕下33枚目 5–2            |
| 2007年 （平成19年） | 東幕下21枚目 4–3        | 東幕下16枚目 3–4        | 東幕下24枚目 3–4        | 西幕下32枚目 2–5             | 西幕下47枚目 5–2        | 西幕下31枚目 5–2            |
| 2008年 （平成20年） | 東幕下19枚目 2–5        | 西幕下33枚目 5–2        | 東幕下18枚目 5–2        | 西幕下9枚目 4–3              | 西幕下7枚目 5–2         | 西幕下筆頭 5–2              |
| 2009年 （平成21年） | 東幕下筆頭 優勝 7–0     | 東十両7枚目 4–11        | 東十両13枚目 5–10       | 東幕下4枚目 4–3              | 西十両14枚目 10–5       | 西十両5枚目 8–7             |
| 2010年 （平成22年） | 東十両2枚目 10–5        | 東前頭12枚目 8–7        | 西前頭10枚目 5–10       | 西前頭14枚目 出場停止 0–0–15 | 東十両8枚目 10–5        | 西前頭16枚目 8–7            |
| 2011年 （平成23年） | 東前頭13枚目 11–4 敢    | 八百長問題 により中止   | 東前頭4枚目 7–8         | 東前頭4枚目 8–7              | 西前頭筆頭 8–7          | 東前頭筆頭 7–8              |
| 2012年 （平成24年） | 東前頭2枚目 4–11        | 東前頭9枚目 8–7         | 東前頭5枚目 10–5        | 西前頭2枚目 4–11             | 西前頭8枚目 11–4        | 東前頭筆頭 2–8–5 ★          |
| 2013年 （平成25年） | 西前頭10枚目 8–7        | 東前頭7枚目 11–4 敢     | 西小結 4–11             | 西前頭6枚目 9–6              | 東前頭2枚目 8–7         | 西小結 7–8                  |
| 2014年 （平成26年） | 西前頭筆頭 7–8          | 東前頭2枚目 4–11        | 西前頭9枚目 6–9         | 東前頭13枚目 6–8–1           | 西前頭15枚目 10–5       | 東前頭7枚目 8–7             |
| 2015年 （平成27年） | 東前頭6枚目 9–6         | 西関脇 0–4–11           | 西前頭10枚目 9–6        | 東前頭5枚目 11–4             | 西小結 6–9              | 西前頭2枚目 5–10            |
| 2016年 （平成28年） | 西前頭6枚目 10–5        | 東前頭2枚目 8–7         | 西小結 6–9              | 東前頭2枚目 8–7 ★            | 東前頭筆頭 9–6 殊★      | 西関脇 5–10                 |
| 2017年 （平成29年） | 東前頭3枚目 4–11        | 西前頭8枚目 10–5        | 東前頭2枚目 3–12        | 西前頭9枚目 5–10             | 西前頭14枚目 8–7        | 東前頭12枚目 11–4 敢        |
| 2018年 （平成30年） | 東前頭5枚目 5–10        | 東前頭9枚目 7–8         | 東前頭10枚目 5–10       | 西前頭14枚目 8–7             | 東前頭12枚目 8–7        | 西前頭11枚目 11–4           |
| 2019年 （平成31年 /令和元年） | 西前頭4枚目 7–8         | 東前頭6枚目 8–7         | 東前頭4枚目 5–10        | 西前頭8枚目 8–7              | 東前頭8枚目 11–4 敢     | 西前頭筆頭 6–9              |
| 2020年 （令和2年） | 東前頭4枚目 8–7         | 東前頭2枚目 8–7         | 感染症拡大 により中止   | 西小結 9–6                   | 東小結 4–11             | 西前頭3枚目 6–9             |
| 2021年 （令和3年） | 西前頭5枚目 7–8         | 西前頭5枚目 3–12        | 西前頭12枚目 9–6        | 東前頭5枚目 5–10             | 東前頭8枚目 10–5        | 東前頭3枚目 7–8             |
| 2022年 （令和4年） | 東前頭4枚目 4–11        | 西前頭7枚目 5–10        | 東前頭10枚目 9–6        | 東前頭7枚目 4–11             | 東前頭12枚目 6–9        | 東前頭13枚目 8–7            |
| 2023年 （令和5年） | 西前頭12枚目 引退 0–6–1 | x                       | x                       | x                            | x                       | x                           |
| 各欄の数字は、「勝ち-負け-休場」を示す。 優勝 引退 休場 十両 幕下 三賞：敢=敢闘賞、殊=殊勲賞、技=技能賞 その他：★=金星 番付階級：幕内 - 十両 - 幕下 - 三段目 - 序二段 - 序ノ口 幕内序列：横綱 - 大関 - 関脇 - 小結 - 前頭（「#数字」は各位内の序列） |                         |                         |                         |                              |                         |                             |

## 改名歴
力士
- 福岡 歩（ふくおか あゆみ）2005年1月場所 - 2009年1月場所、2009年7月場所
- 隠岐の海 歩（おきのうみ - ）2009年3月場所 - 5月場所、2009年9月場所 - 2023年1月場所

年寄
- 君ヶ濱 歩（きみがはま あゆみ）2023年1月14日 -